# البنك المصري لتنمية الصادرات
البنك المصري لتنمية الصادرات (EBank) هو بنك مصري، يعد شركة مساهمة مصرية، تأسس بموجب القانون رقم 95 لسنة 1983، بهدف العمل على تنمية الصادرات المصرية ودعم بناء قطاع تصديري زراعي وصناعي وتجاري وخدمي، بدأ البنك نشاطه في فبراير 1985، يبلغ رأس مال البنك المصرح به ملياري جنيه مصري، ثم تم زيادة رأس مال البنك إلى 5 مليارات جنيه بعد موافقة مجلس الوزراء سنة 2018، أنشأ البنك من خلال الحكومة المصرية باعتباره مؤسسة تمويلية لتنمية الصادرات المصرية، وذلك بهدف العمل على تنمية الصادرات المصرية ودعم بناء قطاع تصديري زراعي وصناعي وتجاري وخدمي.تم بيعه للامارات

## المساهمين
تتوزع نسب المساهمين في الشركة كالتالي:
- بنك مصر (23.13%).
- البنك الأهلي المصري (11.43%).
- بنك الاستثمار القومي (40.75%).
- البورصة المصرية (24.96%) تداول حر.

## الخدمات
يقدم البنك المصري لتنمية الصادرات خدماته من خلال فروعه البالغ عددها في نهاية عام 2012 حوالي 21 فرعاً موزعين في محافظات مصر المختلفة، وذلك في مجالات الاستثمار، التجارة، بطاقات الائتمان، خدمات مالية، الاقتراض، دعم المصدرين، وتمويل المشروعات التصديرية ومشروعات إحلال الواردات.

## الشركات التابعة
يمتلك البنك المصري لتنمية الصادرات مجموعة من الشركات وهي:
| - إيجيبت كابيتال القابضة (99.99%) - بيتا المالية القابضة (99.99%) - العالمية القابضة للتنمية والاستثمارات المالية.(99.99%) - المصرية لضمان الصادرات. (70.55%) - إي بي إي فاكتور (60.00%) |  | - المصري للاستثمارات العقارية. (39.50%) - إيه بيتا للاستثمارات العقارية.(39.50%) - بنوك مصر للتقدم التكنولوجي ش.م.م (0.92%) - ايجيبت كابيتال العقارية. (0.05%) |

## وصلات خارجية
- الموقع الرسمي للبنك.
- الصفحة الرسمية للبنك على موقع فيس بوك.